# Halterofilismo nos Jogos Olímpicos de Verão de 1904
O halterofilismo nos Jogos Olímpicos de Verão de 1904 foi realizado em Saint Louis, Estados Unidos, com dois eventos disputados. Apenas homens participaram da modalidade.

## Levantamento com duas mãos

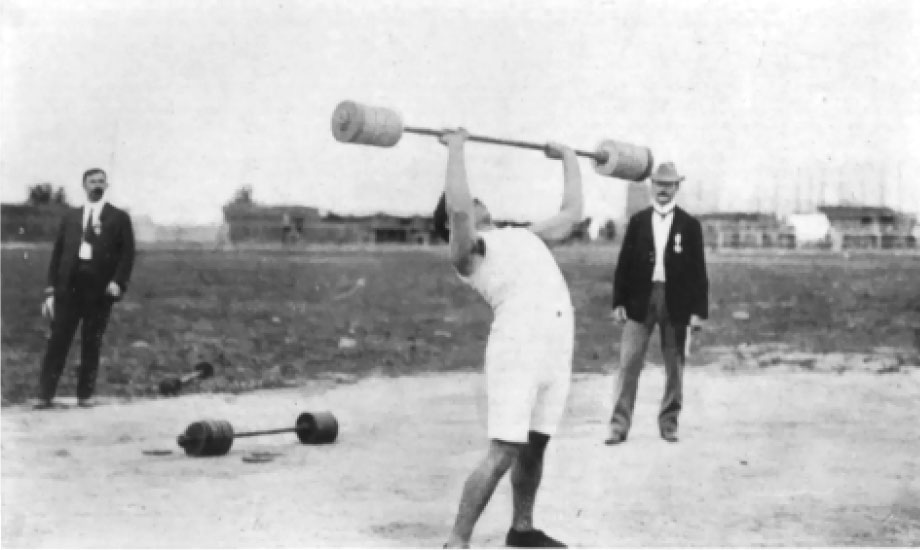
Perikles Kakousis, campeão no levantamento com duas mãos.

| Pos.   | País           | Atletas           |
| ------ | -------------- | ----------------- |
| Ouro   | Grécia         | Perikles Kakousis |
| Prata  | Estados Unidos | Oscar Osthoff     |
| Bronze | Estados Unidos | Frank Kungler     |

| Final |                       |           |
| 1.    | GRE Perikles Kakousis | 111,70 kg |
| 2.    | USA Oscar Osthoff     | 084,37 kg |
| 3.    | USA Frank Kungler     | 079,61 kg |
| 4.    | USA Oscar Olson       | 067,81 kg |

## Haltere geral
| Pos.   | País           | Atletas           |
| ------ | -------------- | ----------------- |
| Ouro   | Estados Unidos | Oscar Osthoff     |
| Prata  | Estados Unidos | Frederick Winters |
| Bronze | Estados Unidos | Frank Kungler     |

No haltere geral cada atleta levantou o peso em 10 fases, sendo que o primeiro colocado recebeu 5 pontos, o segundo 3 e o terceiro colocado 1 ponto. Ao final das fases, o halterofilista que somou mais pontos sagrou-se campeão. Apenas três atletas competiram.
| Resultado final | Resultado final       | Resultado final | Resultado final | Resultado final | Resultado final | Resultado final | Resultado final | Resultado final | Resultado final | Resultado final | Resultado final | Resultado final |
| Pos.            | Halterofilista        | 1               | 2               | 3               | 4               | 5               | 6               | 7               | 8               | 9               | 10              | Total           |
| --------------- | --------------------- | --------------- | --------------- | --------------- | --------------- | --------------- | --------------- | --------------- | --------------- | --------------- | --------------- | --------------- |
| 1.              | USA Oscar Osthoff     | 3               | 3               | 3               | 5               | 3               | 3               | 5               | 3               | 5               | 15              | 48              |
| 2.              | USA Frederick Winters | 5               | 5               | 5               | 2               | 5               | 5               | 3               | 5               | 3               | 7               | 45              |
| 3.              | USA Frank Kungler     | 1               | 1               | 1               | 2               | 1               | 1               | 1               | 1               | 1               | 0               | 10              |

## Quadro de medalhas do halterofilismo
| Ordem | País               | Medalha de ouro | Medalha de prata | Medalha de bronze |   |
| ----- | ------------------ | --------------- | ---------------- | ----------------- | - |
| 1     | USA Estados Unidos | 1               | 2                | 2                 | 5 |
| 2     | GRE Grécia         | 1               |                  |                   | 1 |